# Chicão
Chicão, celým jménem Francisco Jezuíno Avanzi (30. ledna 1949 Piracicaba – 8. října 2008 São Paulo), byl brazilský fotbalový záložník. Zemřel 8. října 2008 ve věku 59 let na rakovinu.

## Klubová kariéra
Profesionálně hrál v brazilských klubech Esporte Clube XV de Novembro, União Agrícola Barbarense FC, Esporte Clube São Bento, Associação Atlética Ponte Preta, São Paulo FC, Clube Atlético Mineiro, Santos FC, Londrina Esporte Clube, Mogi Mirim Esporte Clube a Goiás Esporte Clube. V jihoamerickém Poháru osvoboditelů nastoupil v 22 utkáních a dal 1 gól. V roce 1978 získal brazilský titul.

## Reprezentační kariéra
Za Brazilskou fotbalovou reprezentaci nastoupil v letech 1976–1979 celkem v 9 reprezentačních utkáních. S reprezentací Brazílie získal bronzovou medaili na Mistrovství světa ve fotbale 1978, nastoupil ve 3 utkáních.